# Риджент-стрит
Риджент-стрит (англ. Regent Street — Улица регента) — улица в лондонском Вест-Энде, известная в первую очередь оригинальной архитектурой, а также своими магазинами, ресторанами и рождественскими иллюминациями, а также как одна из важнейших лондонских магистралей. Спроектирована архитекторами Джоном Нэшем и Джеймсом Бёртоном. Названа в честь принца-регента Георга.
На улице находится множество известных лондонских зданий, в том числе Церковь всех душ и Вестминстерский университет.

## Маршрут
Риджент-стрит имеет протяженность около 0,8 мили (1,3 км), она начинается на пересечении с улицей Чарльза II как продолжение площади Ватерлоо, затем идет на север до площади Пикадилли, где поворачивает налево, огибает квадрант и снова идет на север, пересекаясь с Оксфорд-стрит на Оксфорд-Серкус. Улица заканчивается на перекрестке с Кавендиш-Плейс и Мортимер-стрит возле дома радиовещания Би-би-си.
Ближайшие станции метро: Чаринг-Кросс, Пикадилли-Серкус и Оксфорд-Серкус, последняя является одной из самых оживленных станций метро в Лондоне и располагается там, где сходятся три основные линии (Центральная, Бейкерлу и Виктория). Несколько автобусных маршрутов, таких как 6, 12 и 13, проходят вдоль Риджент-стрит.

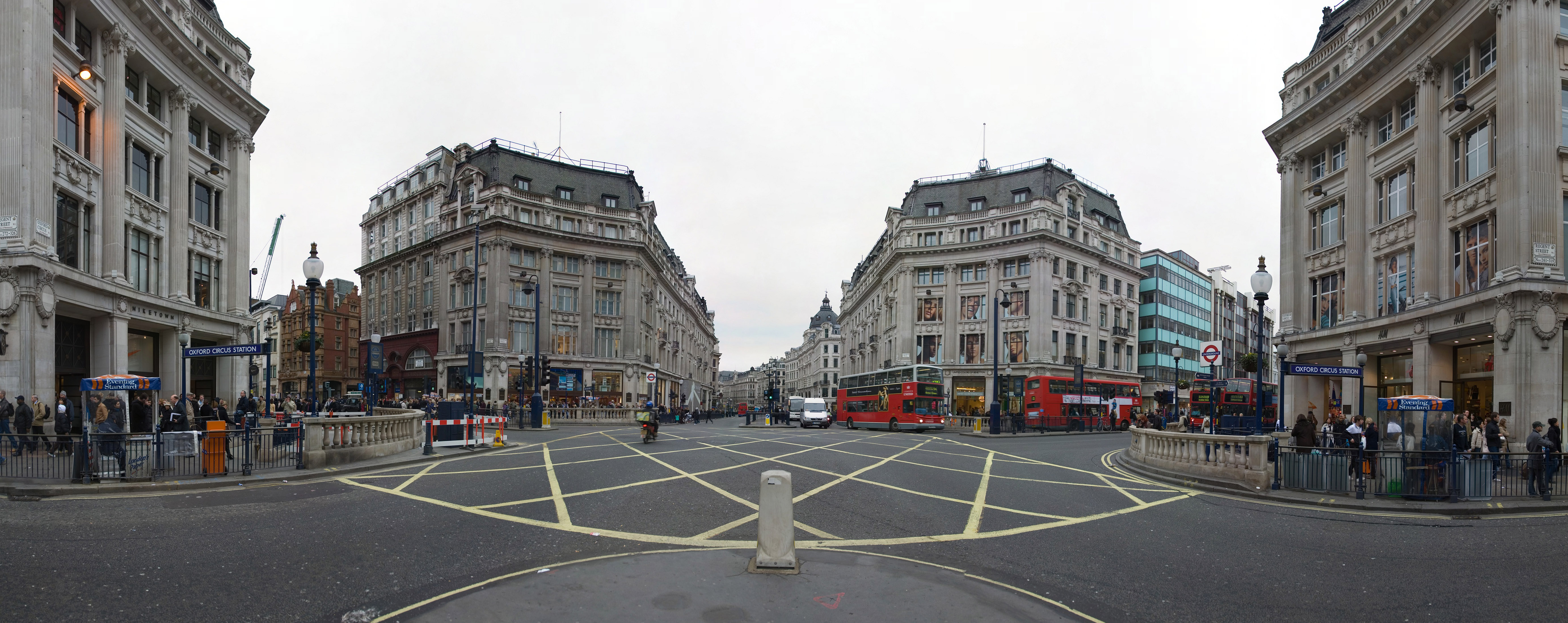
Панорама Оксфорд-Серкус

## История

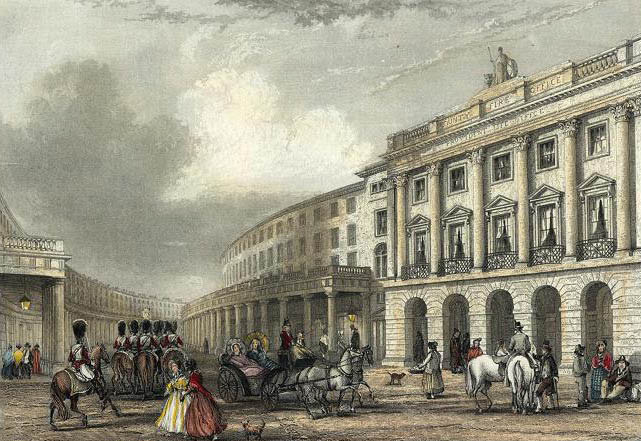
Квадрант Риджент-стрит в 1837 году, виден с площади Пикадилли.

Улица была спроектирована советником, Джоном Нэшем и разработчиком, Джеймсом Бертоном. Нэш предложил свой план улицы в 1810 году, который предполагал широкие и архитектурно выдающиеся магистрали, он также планировал построить бульвар, но это было невозможно из-за проблем с землевладением. Строительство северной части улицы включало в себя снос большей части уже существующей улицы. Центральная часть, известная как «квадрант», предназначалась для магазинов. 
Проект был принят актом парламента в 1813 году, который позволил комиссарам занять 600 000 фунтов стерлингов на строительство. Улица предназначалась для коммерческих целей, предполагалось, что большая часть доходов будет поступать от частного капитала. Нэш взял на себя ответственность за проектирование и оценку всех объектов недвижимости.
Строительство дороги требовало сноса многочисленных объектов недвижимости, нарушения торговли и загрязнения воздуха пылью. Существующие арендаторы сначала предлагали приобрести аренду новых объектов. Казначейство поддержало это предложение, поскольку после Наполеоновских войн правительству срочно потребовалось создать рабочие места. Государственные расходы были низкими, так как проект в значительной степени зависел от частных разработчиков, таких как сам Нэш. Здания сдавались в аренду на 99 лет, таким образом доход мог быть возмещен в виде арендной платы за землю.

## Восстановление

Квадрант на Риджент-стрит, ведущий к Пикадилли-Серкус

Когда 99-летняя аренда подошла к концу, Риджент-стрит была перестроена. Никаких оригинальных сооружений не сохранилось, за исключением нескольких канализационных коллекторов, спроектированных Нэшем. Нынешний дизайн является примером подхода Бозар к городскому дизайну: сборка отдельных зданий в большом масштабе, предназначенная для гармонизации и создания впечатляющего общего эффекта. Каждый квартал должен был быть спроектирован с непрерывным объединяющим уличным фасадом и отделан портлендским камнем. Первым объектом реконструкции стал Риджент-Хаус. Стилистический тон реконструкции был задан квадрантом сэра Реджинальда Бломфилда.
Архитектор Норман Шоу был привлечен для разработки квадранта, после того, как ранние планы были признаны неудовлетворительными. Его схема была одобрена. Проект шоу для отеля Пикадилли был завершен в 1908 году, а квадрант был перестроен Бломфилдом. Работы начались в 1923 году и были завершены к 1928 году . Ни одно жилое помещение не было построено над какой-либо торговой недвижимостью, что способствовало упадку Уэст-Энда как места жительства. За перестройку улицы отвечало ограниченное число архитекторов, в том числе сэр Джон Джеймс Бернет, Артур Джозеф Дэвис и Генри Таннер.
Работа была отложена в результате Первой мировой войной и закончена только в 1927 году. Завершение строительства было отмечено королем Георгом V и королевой Марией, которые проехались по всей улице.

## Собственность

### Розничная торговля

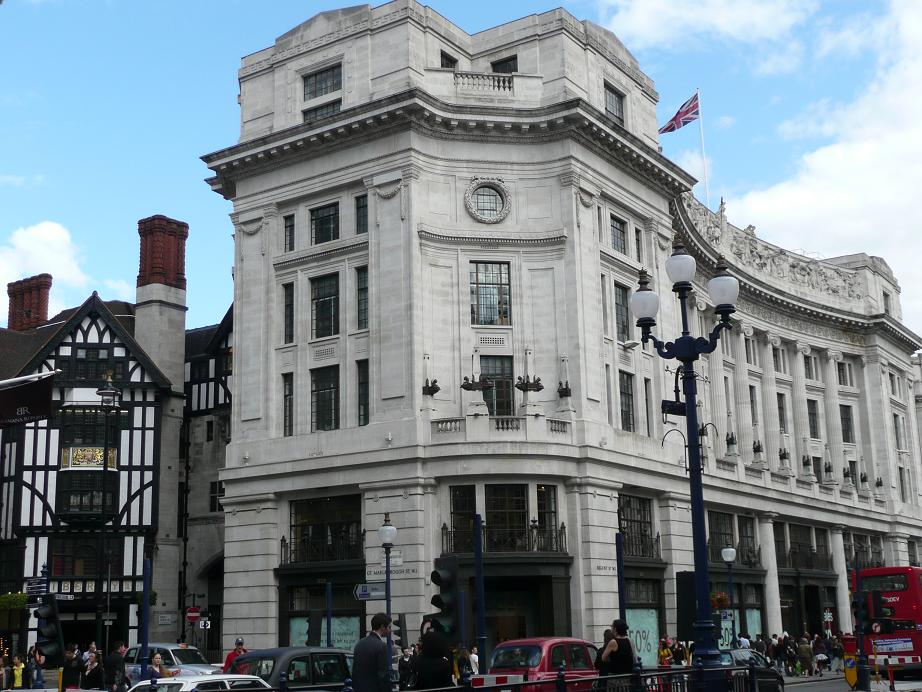
Универмаг «Либерти» находится на пересечении Риджент-стрит с Грейт-Мальборо-стрит

Универмаг «Дикинс и Джонс» находился в доме № 54 по Оксфорд-стрит, а в 1835 году переехал на Риджент-стрит в дома № 232-234. Универмаг «Либерти» расположен по адресу № 210-220. Он был основан предпринимателем Артуром Ласенби Либерти, который был вдохновлен Международной выставкой 1862 года. Магазин игрушек «Хэмли» находится в доме № 188 по Риджент-стрит, к югу от Оксфорд-Серкус. Он был основан в 1760 году. Магазин продавал новейшие игры и игрушки, а затем стал продавать оборудование для настольного тенниса в конце 19-го века. Главный лондонский филиал магазина одежды Jaeger находится по адресу 200-206 Риджент-стрит. Он был основан в 1884 году Льюисом Томалином. Оскар Уайльд был постоянным посетителем магазина. Компания переехала на Риджент-стрит в 1935 году.

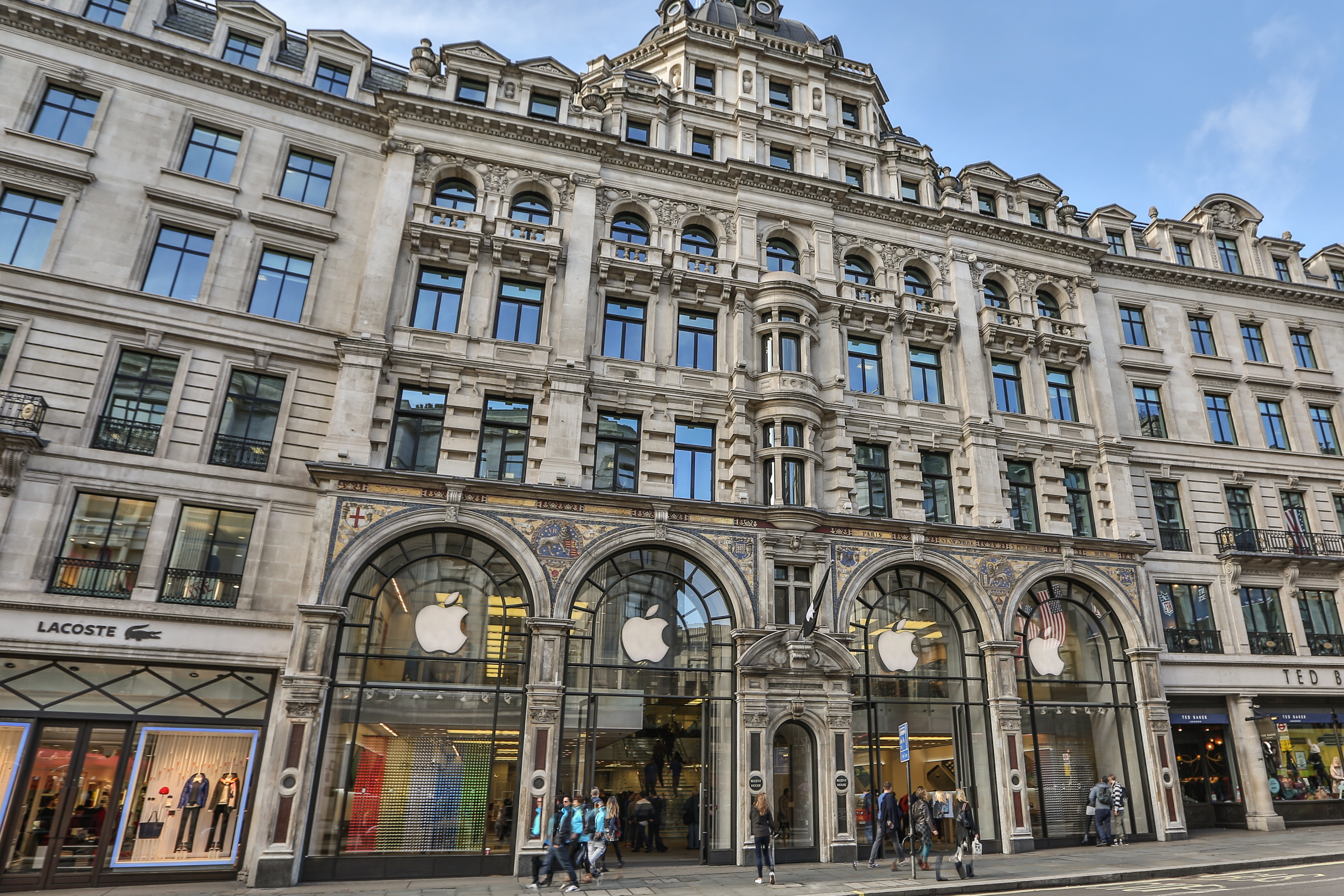
Магазин Apple Store на Риджент-стрит

20 ноября 2004 года на Риджент-стрит открылся магазин Apple Store. Он стал первым в Европе, остальные магазины находились в США и Японии. Этот магазин стал самым большим магазином Apple Store в мире до открытия еще большего магазина в Ковент-Гарден в августе 2010 года. Здание, в котором находится магазин, было построено в 1898 году для венецианского мозаикаиста, Антонио Сальвиати.
В 2017 году компания Microsoft объявила о планах открыть флагманский розничный магазин на Риджент-стрит.

### Радиовещание

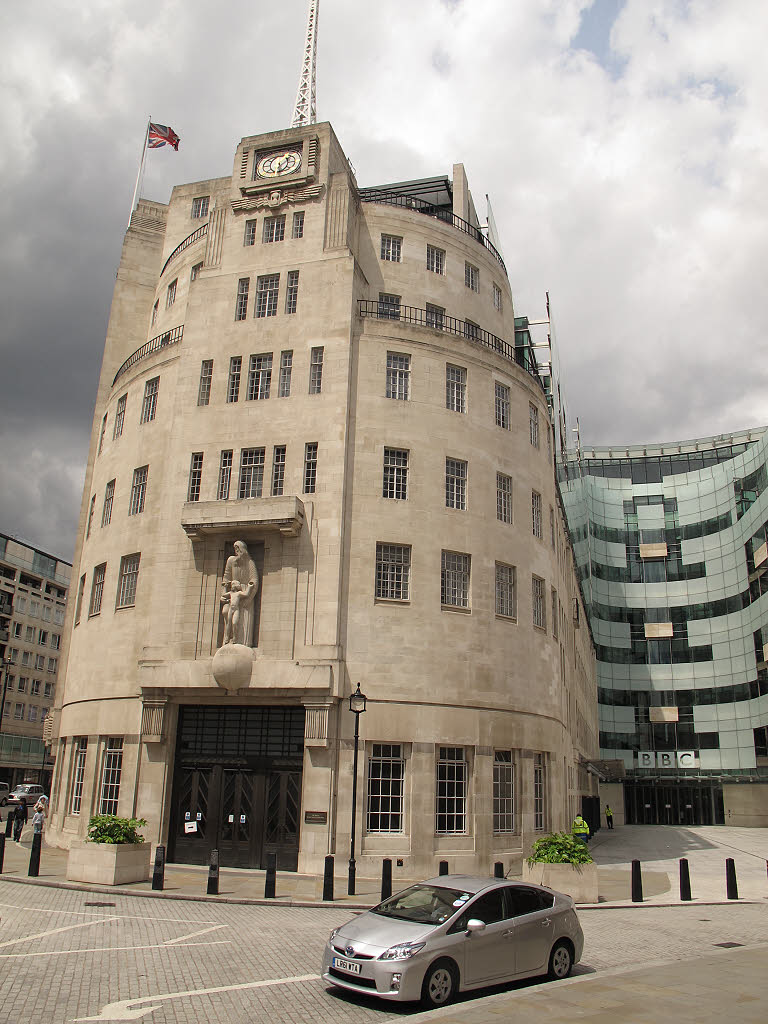
Радиовещательный дом Би-би-си

К северу от Риджент-стрит находится штаб-квартира Би-би-си. Из этого здания вещают несколько национальных радиостанций. Когда-то это было здание в садах Фоули-Хауса, спроектированное Джеймсом Уайаттом и называлось домом Уайатта. Он был снесен в 1928 году. Строительство было сложным, потому что здание должно было быть визуально похоже на другие объекты на Риджент-стрит, но также содержать более двадцати звуконепроницаемых студий. Здание построено из портлендского камня, над парадным входом — скульптура Эрика Гилла.
Радиовещательный дом был впервые использован Би-би-си 2 мая 1932 года, общая стоимость строительства составила 350 000 фунтов стерлингов. 15 октября 1940 года здание получило удар, в результате погибло семь человек, а позже в том же году на Портленд-Плейс взорвалась мина, вызвав массовые пожары в доме радиовещания. Несмотря на повреждения, здание пережило войну.

### Вестминстерский университет

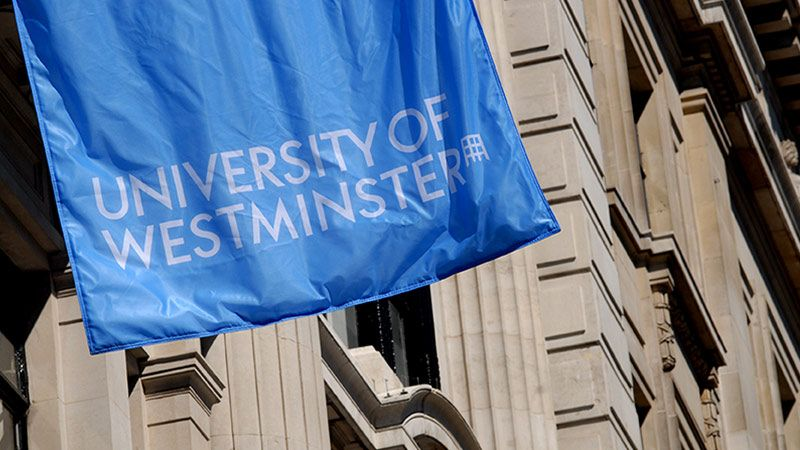
Официальный флаг Вестминстерского университета на Риджент-стрит

Главный кампус Вестминстерского университета на Риджент-стрит, 309, был основан в 1838 году при Джордже Кейли и перестроен при Квинтине Хогге в 1911 году. Это одно из старейших учебных заведений в центре Лондона. Исторически университет когда-то также назывался Королевским политехническим институтом (после того, как в августе 1839 года была официально получена королевская Хартия и Принц Альберт стал покровителем этого учреждения). В Университете находится кинотеатр, который служил площадкой для крупных ученых, художников и писателей, таких как Чарльз Диккенс, Джон Генри Пеппер и братья Люмьер. Кинотеатр был реставрирован и вновь открыт для публики в мае 2015 года.

### Другие здания

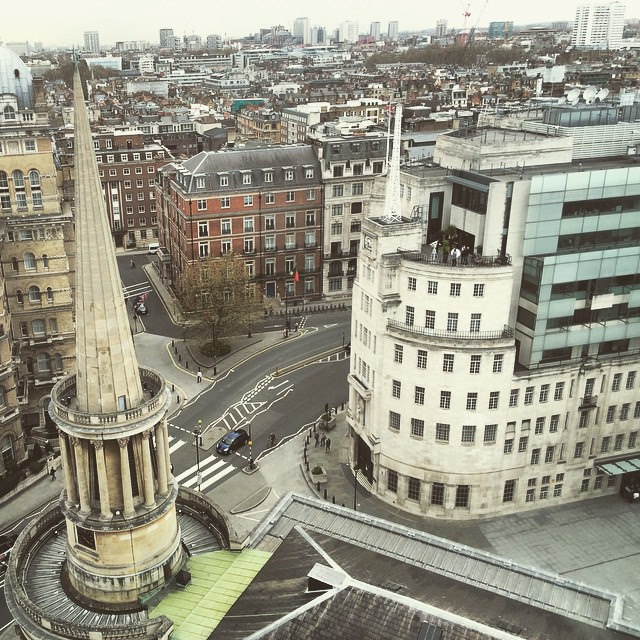
Церковь всех душ стоит напротив радиовещательного дома

Церковь всех душ находится в верхней части Риджент-стрит, рядом с радиовещательным домом. Она была построена в 1823 году из камня Бата и освящена в 1824 году. Она является единственным сохранившимся зданием на Риджент-стрит, спроектированным Джоном Нэшем.
Кафе «Рояль», расположенное на Риджент-стрит, было открыто в 1865 году Дэниелом Николсом и стало популярным заведением среди лондонского высшего общества. Здесь часто бывали Оскар Уайльд и Фрэнк Харрис. Нынешнее здание, построенное сэром Реджинальдом Бломфилдом, датируется 1928 годом и относится ко второму классу.

### Комментарии
1. ↑  The section between Waterloo Place and Piccadilly Circus; colloquially known as "'Lower Regent Street" was officially renamed to "Regent Street St James" 2014.[1]